# 新坪駅 (大邱広域市)
新坪駅 （シンピョンえき）は、大韓民国大邱広域市東区にかつて存在した韓国鉄道公社の駅である。

## 路線
- 韓国鉄道公社
  - 大邱線

## 歴史
- 1967年12月21日 - 開業[1]。
- 1973年4月1日 - 廃駅[2]。

## 隣の駅
大邱線
東村駅 - 新坪駅 - 半夜月駅